# Végétal
Végétal je třetí album francouzské umělkyně Émilie Simon. Motiv květin se prolíná celým albem od veškerých textů až po skutečné zvuky rostlin.
Speciální edice alba byla vydána v prosinci 2006, obsahuje bonusové skladby, remixy singlů Fleur De Saison a Opium.

## Seznam skladeb
1. "Alicia" - 3:56
2. "Fleur De Saison" - 4:10
3. "Le Vieil Amant" - 4:36
4. "Sweet Blossom" - 3:46
5. "Opium" - 2:50
6. "Dame De Lotus" - 3:23
7. "Swimming" - 4:10
8. "In the Lake" - 3:28
9. "Rose Hybride De Thé" - 3:16
10. "Never Fall In Love" - 2:54
11. "Annie" - 3:21
12. "My Old Friend" - 4:46
13. "En Cendres" - 5:24

### Japonské bonusové skladby
1. "Papillon" - 3:25
2. "Ferraille" - 2:44

### Opendisc dodatky
- "Madeleine"
- "Ferraille"
- "Papillon"
- "Fleur de Saison" (JD and Jo remix)
- "Song of the Storm" (Ben Effect's remix)
- "Fleur de Saison" (Neïmo remix)
- "Fleur de Saison" (music video)
- "Dame de Lotus" (music video)
- Exkluzivní fotografie od Liza Roze

### Super jewel box bonus CD
1. "Papillon"
2. "Ferraille"
3. "Au Lever Du Soir"
4. "Fleur De Saison" (Le Tigre remix)
5. "Fleur De Saison" (Neïmo flavoured mix)
6. "Opium" (Tom VDH remix)
7. "Opium" (Clocks remix)

## Hitparády

### Album
| Hitparády (2006) | Nejlepší pořadí |
| ---------------- | --------------- |
| Francie          | 11              |
| Belgie           | 33              |
| Švýcarsko        | 44              |